# Meseret Hailu
Meseret Hailu (* 12. September 1990) ist eine ehemalige äthiopische Marathonläuferin. Sie ist Halbmarathon-Weltmeisterin (2012).

## Werdegang
Am 6. Oktober 2012 gewann Meseret Hailu den Halbmarathon bei den Halbmarathon-Weltmeisterschaften in Kawarna mit 1:08:55 h. Zwei Wochen später, am 21. Oktober, siegte sie in Rekordzeit von 2:21:09 h beim Amsterdam-Marathon.
2013 belegte sie den zweiten Platz beim Boston-Marathon mit 2:26:58 h. Im August nahm sie an dem Marathon der Leichtathletik-Weltmeisterschaften in Moskau teil, konnte den Lauf jedoch nicht beendet.
Der Dubai-Marathon 2014 war ihr nächster Lauf und mit 2:26:20 h erreichte sie den vierten Platz. Im April 2015 gewann sie den Hamburg-Marathon und 2016 wurde sie hier Zweite.
Seit 2016 tritt sie nicht mehr international in Erscheinung.

## Sportliche Erfolge
| Datum/Jahr    | Rang | Wettbewerb                            | Austragungsort | Zeit     | Bemerkung                                          |
| ------------- | ---- | ------------------------------------- | -------------- | -------- | -------------------------------------------------- |
| 17. Apr. 2016 | 2    | Hamburg-Marathon                      | Hamburg        | 02:26:26 | hinter der Äthiopierin Meselech Melkamu            |
| 26. Apr. 2015 | 1    | Hamburg-Marathon                      | Hamburg        | 02:25:41 |                                                    |
| 24. Jan. 2014 | 4    | Dubai-Marathon                        | Dubai          | 02:26:20 |                                                    |
| 15. Apr. 2013 | 2    | Boston-Marathon                       | Boston         | 02:26:58 | Zweite hinter Rita Jeptoo Sitienei                 |
| 21. Okt. 2012 | 1    | Amsterdam-Marathon                    | Amsterdam      | 02:21:09 | mit persönlicher Bestzeit und neuem Streckenrekord |
| 6. Okt. 2012  | 1    | Halbmarathon-Weltmeisterschaften 2012 | Kawarna        | 01:08:55 | Halbmarathon-Weltmeisterin                         |

(DNF – Did Not Finish)

## Persönliche Bestzeiten
- 10-km-Straßenlauf: 31:18 min, 15. Februar 2013, Ra’s al-Chaima
- Halbmarathon: 1:06:56 h, 15. Februar 2013, Ra’s al-Chaima
- Marathon: 2:21:09 h, 21. Oktober 2012, Amsterdam-Marathon